# Swawa's terugkeer
Swawa's terugkeer is een openluchtspel van de Nederlandse schrijver Amy Grothe-Twiss dat verscheen in 1903.

## Geschiedenis
Amy Grothe-Twiss (1860-1947) geldt als de stichter van het openluchttheater in Nederland. Ze schreef Het sprookje van Swawa Helgi dat werd opgevoerd op 31 mei 1903 op de Zwaluwenberg in de bossen van haar woonplaats Hilversum, waarmee het openluchttheater in Nederland was geboren. Vele familieleden van Grothe speelden in die eerste voorstelling mee; zij werden aangeduid als de getrouwen. Het was een succes en ze werd gevraagd dat te herhalen. Daarop schreef ze Swawa's terugkeer dat op 19 juli 1903 voor het eerst werd opgevoerd, ook op de Zwaluwenberg en in druk is opgedragen "Aan mijn Getrouwen".

### Uitgave
Het toneelstuk werd uitgegeven door de Hilversumse uitgever (en letterkundige) J. Reddingius in 1903. De heliogravures zijn gemaakt door J.M. Schalekamp te Buiksloot. De 'foto's' geven een weergave van de opvoering en de opvoerenden. De uitgave geeft eerst een fotoportret van de schrijfster, tevens hoofdrolspeelster en na de titelpagina een lijst van de veertien personages. Er zijn zes illustraties opgenomen. Naast de uit te spreken teksten geeft het indicaties van waar de scènes zich afspelen.
De uitgave is in linnen gebonden en lijkt, gezien het uiterst zeldzaam op de markt komen ervan, in zeer kleine oplage gedrukt.